# گروه ماستیل
گروه ماستیل (انگلیسی: Masteel Group) شرکت دولتی فولاد چینی است، که در سال ۱۹۵۳ تأسیس شد.